# 劉之遴
劉之遴（478年—549年），字思貞，南陽涅陽县人（今河南省邓州市）。
劉虯之子。生於宋順帝昇明二年，八歲能屬文，十五舉茂才，學問淵博，歷任中書侍郎、南郡太守，曾任湘東王蕭繹的長史，官至都官尚書。
梁武帝太清三年，侯景派刘之遴授臨賀王萧正德璽綬，劉之遴不肯，企圖逃亡，他剃髮並换上和尚袈裟，打算前往江陵投奔蕭繹。劉之遴走到夏口，蕭繹妒嫉他的才華，派密使送去毒藥，命劉之遴服毒自盡。年七十二歲。蕭繹為其亲撰写墓志铭。
曾孙刘洎。

## 延伸阅读
[在维基数据编辑]
 《梁書/卷40》，出自姚思廉《梁書》